# Pod Farským lesem
Pod Farským lesem je přírodní rezervace poblíž obce Křišťanov v okrese Prachatice. Oblast spravuje Správa NP a CHKO Šumava. Důvodem ochrany jsou přirozeně se vyvíjející společenstva na mokřadech a jimi obklopených sušších stanovištích na zaniklých zemědělských půdách a druhová ochrana populací zvláště chráněných druhů rostlin a živočichů.